# Сотирис Дзевелекос
Сотирис Дзевелекос (на гръцки: Σωτήρης Τζεβελέκος) е гръцки актьор от XX век.

## Биография
Роден е в 1945 година в македонския град Солун, Гърция. Учи в Драматично училище на Кириазис Харацарис в Солун. Дебютира в театъра в 1968 година в „Тартюф“ на Молиер, а телевизионният му дебют е в сериала „Кокоромали“. Мести се в Атина и за пръв път се появява в киното през 70-те години. Женен е за актрисата Ефис Теохари.